# Christuskerk (Tønder)
De Christuskerk (Deens: Kristkirke) is de grootste en belangrijkste kerk in de Zuid-Deense plaats Tønder.

## Geschiedenis
In 1591 werd de oude voorganger van de huidige Christuskerk wegens bouwvalligheid gesloopt. Van deze uit 1350 aan de heilige Nicolaas gewijde middeleeuwse kerk bleef de toren uit 1520 bewaard. Deze Nicolaaskerk was niet de oudste kerk van Tønder, dat was namelijk de eveneens niet meer bestaande Sint-Laurentius, waarvan de bouw op circa 1200 wordt geschat.
De lutherse kerk werd in 1592 ingewijd en werd zeer luisterrijk ingericht. Het enige dat nog resteert aan de voorganger is de toren, die vroeger als baken gold voor zeelieden.
Tussen 1729 en 1735 was Hans Adolph Brorson, bisschop en een van 's lands grootste schrijvers van kerkliederen, aan de kerk verbonden als predikant.

## Inrichting

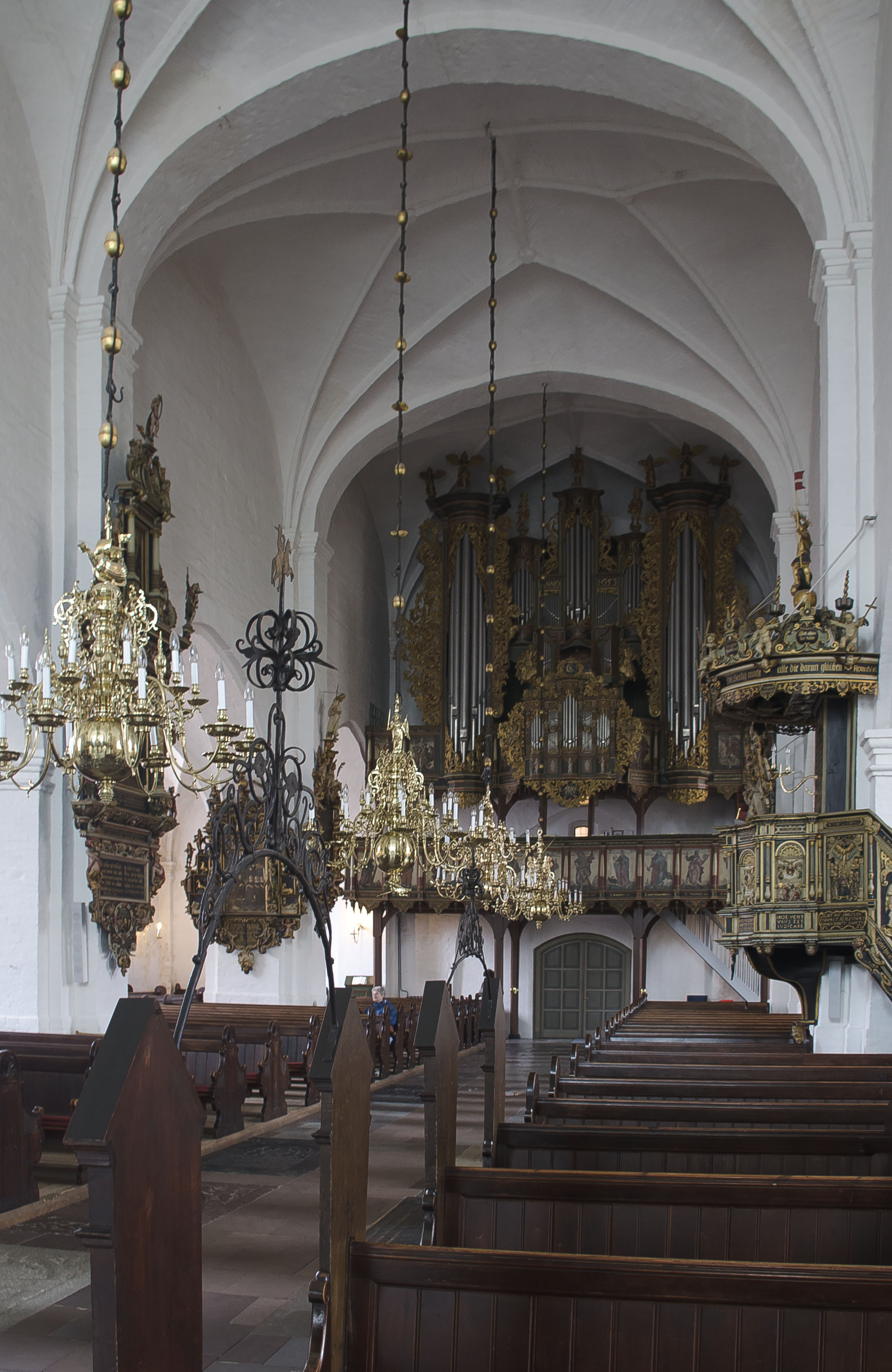
Interieur

Het grootste deel van de inrichting stamt uit de periode van na de nieuwbouw. De kerk heeft een bijzonder rijk interieur, hetgeen te danken is aan de rijke kooplieden van Tønder, die handelden in graan, vee en kant.
In de kerk bevindt zich een doksaal uit 1623. Het doksaal wijst er op dat ook lang na de reformatie de scheiding tussen geestelijken en gemeente in lutherse kerken voorkwam. Het doksaal werd gebouwd door Peter Petersen en versierd met schilderijen van Hans Schmidt. Alhoewel de barok reeds eerder zijn intrede in de kerk deed, vertegenwoordigt het doksaal de renaissancestijl. Aan de voorkant bevinden zich panelen met Bijbelse scènes, terwijl de achterkant vrouwelijke figuren toont, die de deugden en de seizoenen symboliseren.
Het grote barokke altaarstuk achter het doksaal werd in 1695 geschonken door de griffier Friederich Jürgensen en diens vrouw, waarschijnlijk ter nagedachtenis van hun overleden dochter. Een schilderij van het Heilig Avondmaal vormt de centrale voorstelling. Daarboven, onder de wapens van de schenkers, bevindt zich het portret van de overleden dochter. Het barokke houtsnijwerk van de gedraaide zuilen, de beelden van de evangelisten, engelen, putti en acanthusmotieven is grotendeels nog origineel en stamt vermoedelijk eveneens uit de werkplaats van Peter Petersen.
Uit de oude Nicolaaskerk stammen drie kruisbeelden. Eén daarvan is een groot gotisch kruisbeeld uit circa 1350. Een processiekruis hangt tegenwoordig boven de toegang tot de sacristie en dateert uit de eerste helft van de 15e eeuw. Het derde kruisbeeld dateert uit het begin van de jaren 1500 en bevindt zich boven het doopvont. Het achthoekige bekken van het doopvont is van zwart marmer uit Namen en is versierd met vier hoofden van mannen. Het zou uit circa 1350 stammen. Het onderste deel is van zandsteen en stamt vermoedelijk samen met het renaissance deksel van het doopvont uit 1619.
De door het beeld van Mozes gedragen preekstoel werd in 1586 gebouwd en heeft dus nog in de Sint-Nicolaaskerk gestaan. De kuip wordt versierd met de belangrijkste gebeurtenissen uit het leven van Jezus: de (Aankondiging, Geboorte, Doop, Kruisiging, Hemelvaart en het Jongste Gericht); na de verhuizing naar de Christuskerk kwam er nog een zevende reliëf van de Zondeval bij. Het klankbord en de opgang werden in 1663 toegevoegd.
Veel kerkbanken werden in 1894 vervangen, maar een paar banken uit 1592 bleven bewaard.
De oudste kroonluchter is een renaissancewerk uit 1592 en hangt in de torenruimte. De barokke kroonluchters van het kerkschip dateren uit 1622 (met een beer als versiering), 1650 (met een engel), 1651 (met een krijger) en 1654 (met een schip).
Overal in de kerk zijn grafmonumenten te vinden van burgemeesters en belangrijke burgers. Het meest opmerkelijk zijn echter de veertien epitafen. Ze bestrijken een periode van meer dan 100 jaar, van de late jaren 1500 tot de late jaren 1600. Via deze epitafen is de ontwikkeling van de renaissance naar de late barok stijl te volgen. Het oudste epitaaf is van burgemeester Carsten Andersen, die in 1578 stierf; het jongste epitaaf is van 1695.

## Orgel
Het orgel werd in 1945 door de orgelbouwer Th. Frobenius & Co. gebouwd. De orgelkas stamt uit de 18e eeuw en werd door Johan Heide gemaakt. Het sleepladen-instrument kent 37 registers verdeeld over drie manualen en pedaal.

## Afbeeldingen

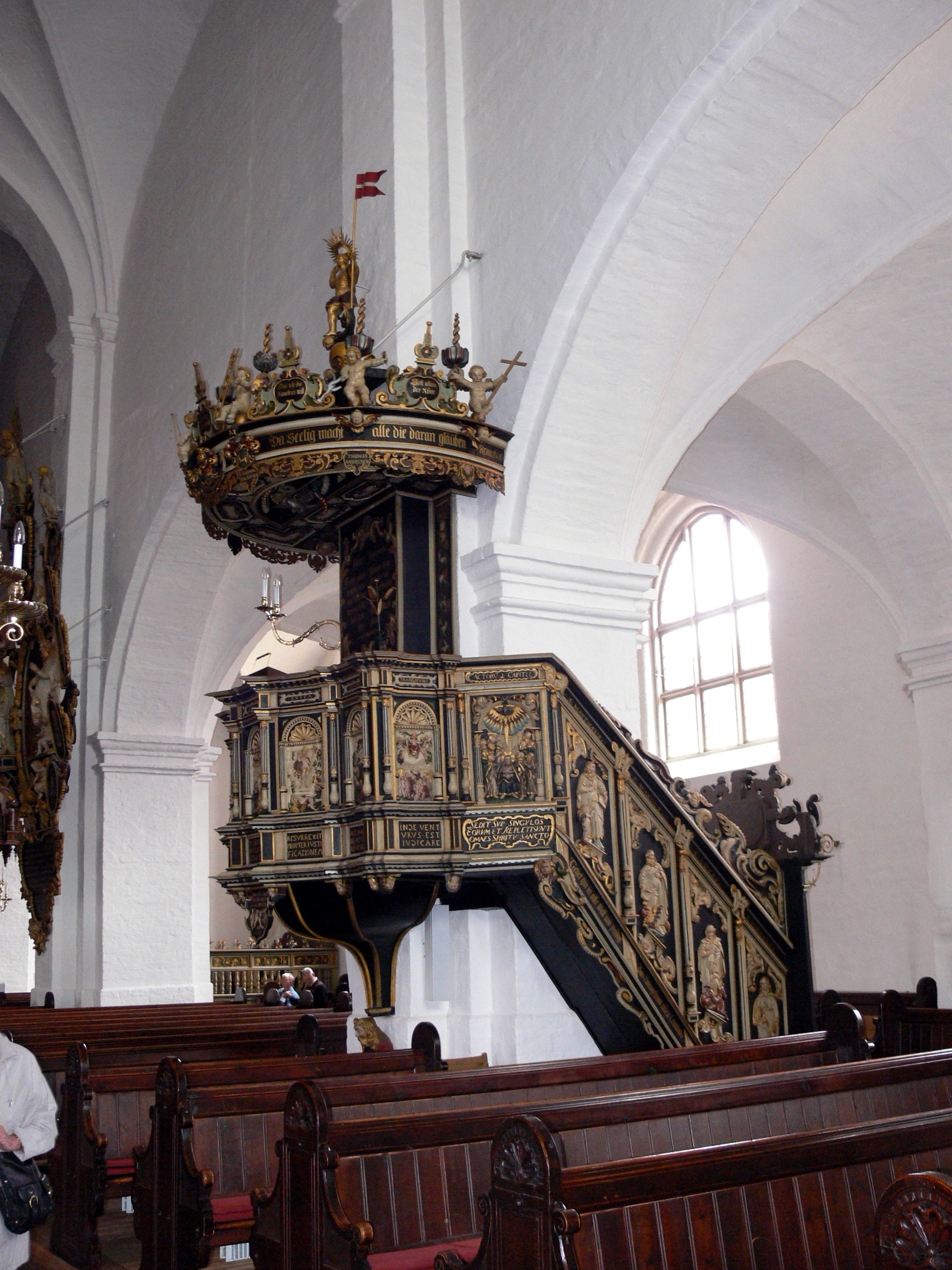
Kansel
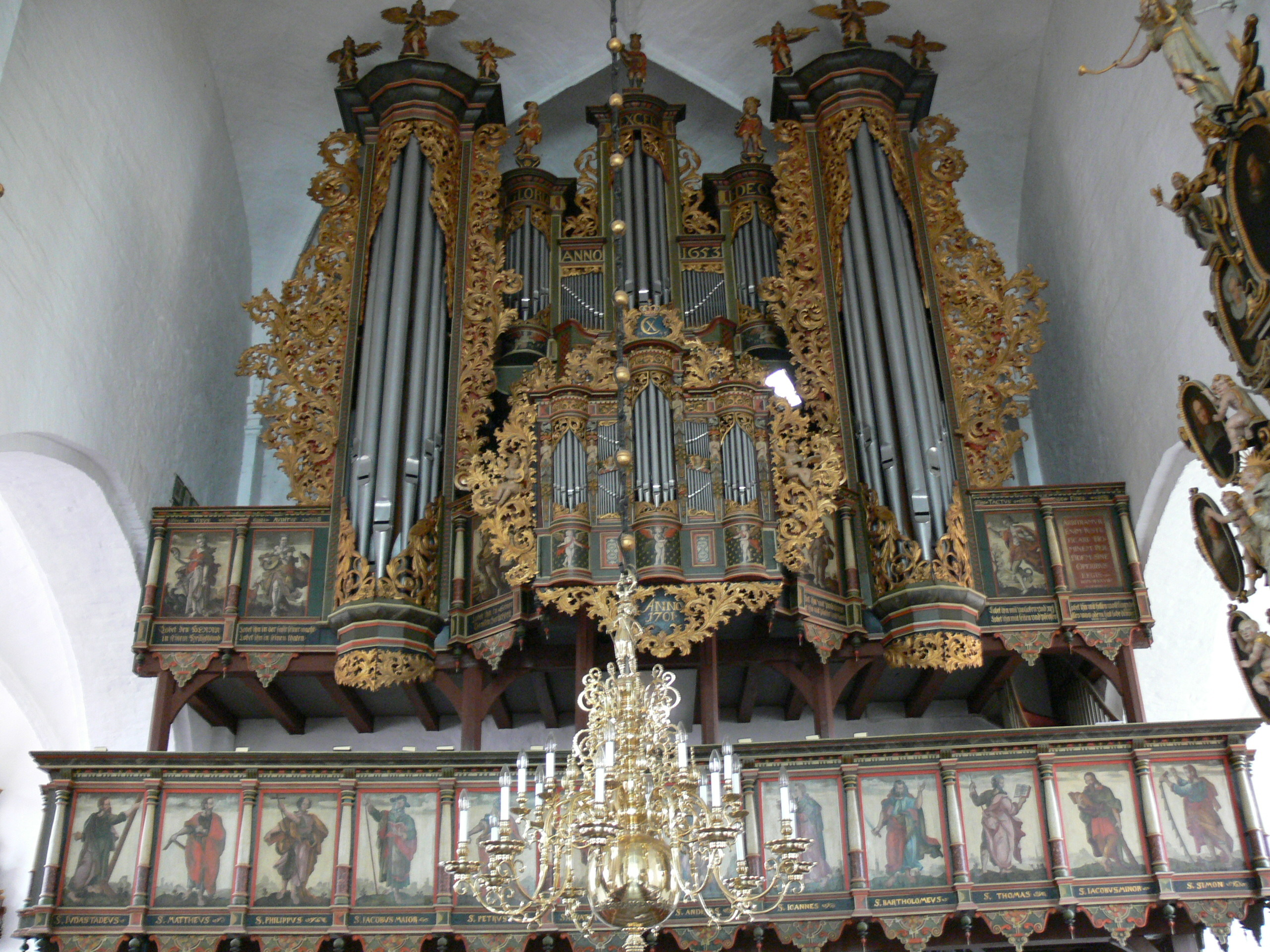
Orgel
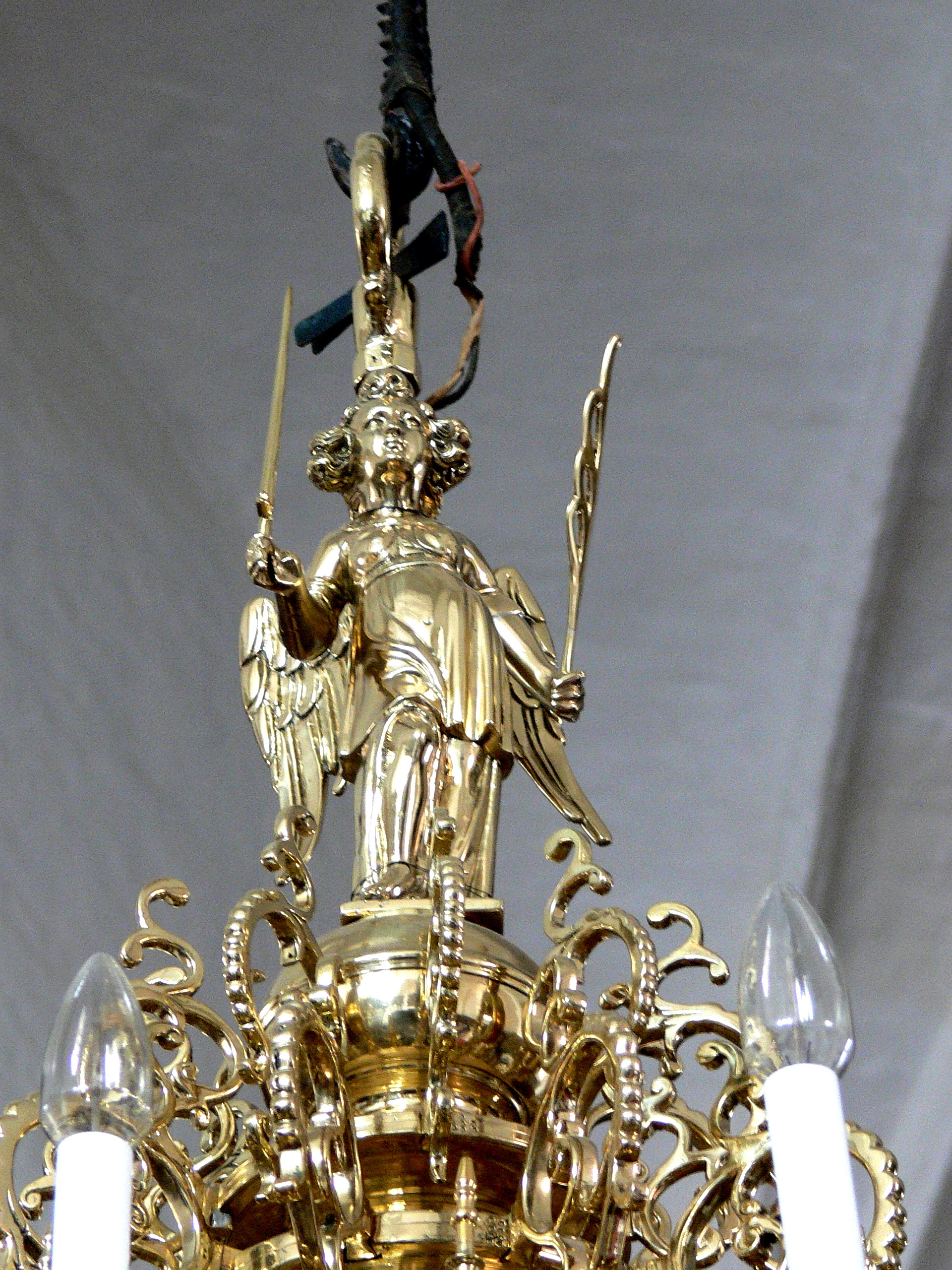
Detail kroonluchter
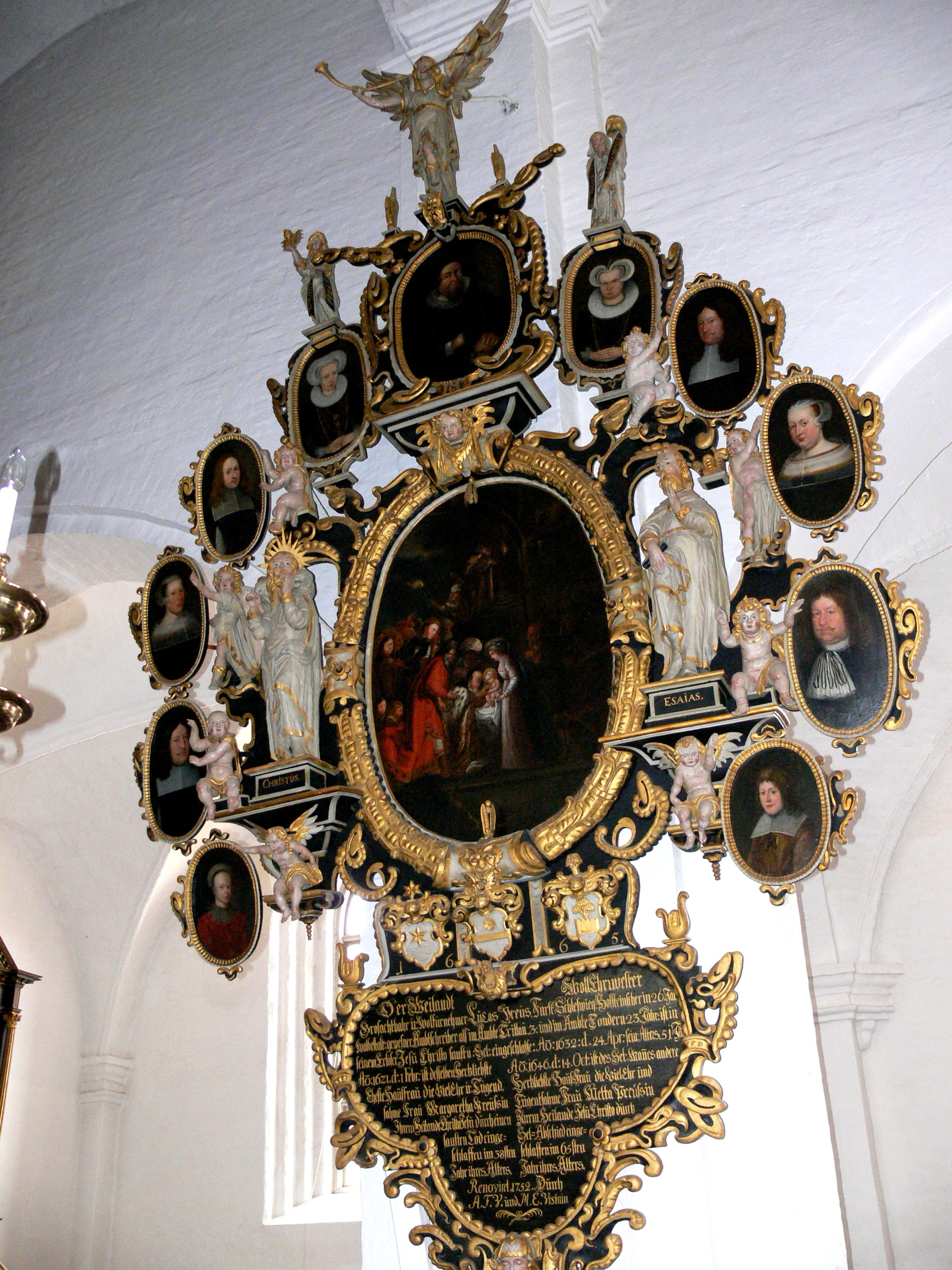
Epitaaf voor de griffier Lukas Preuß en zijn familie (1646 )
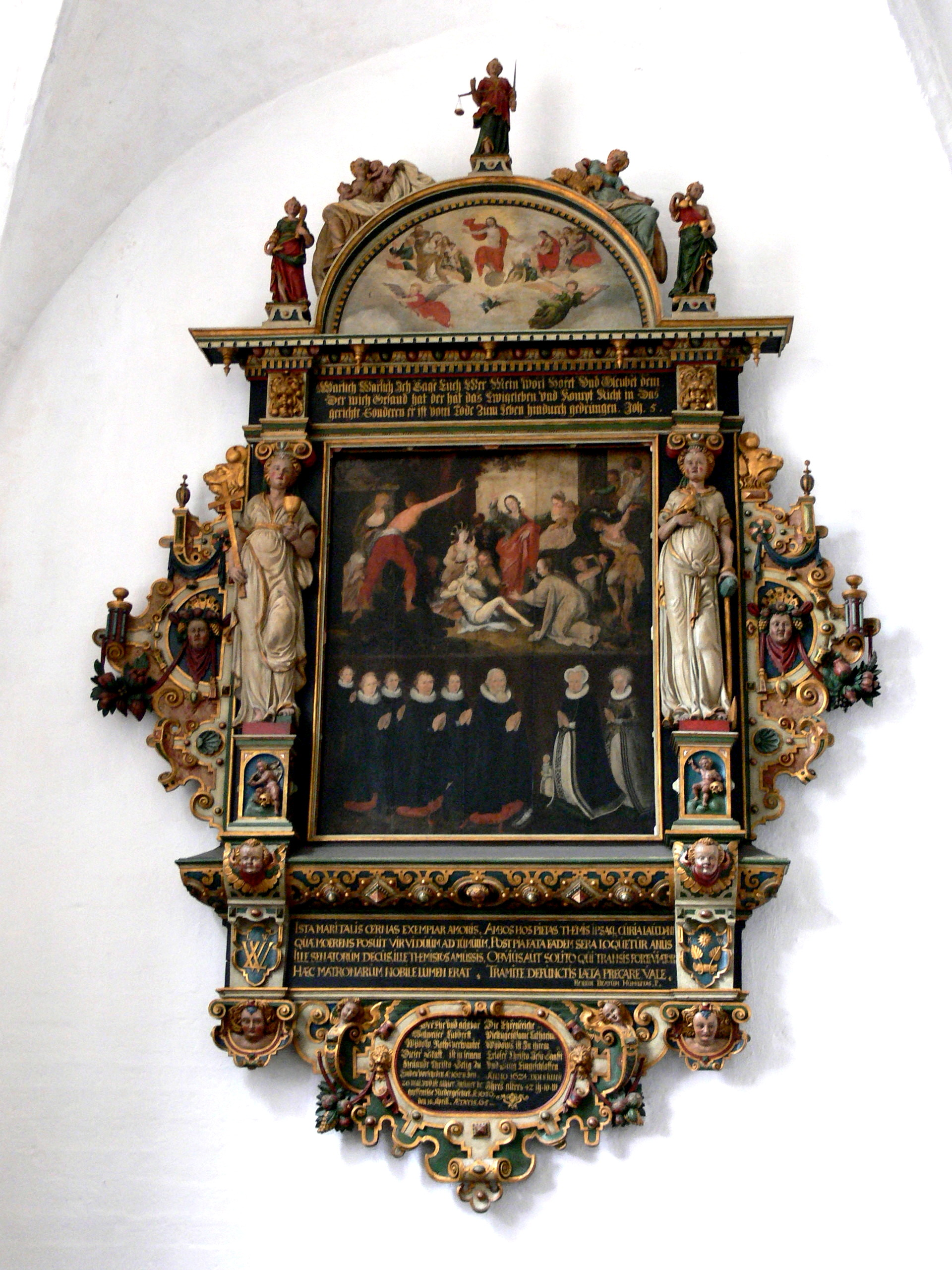
Epitaafuit 1636
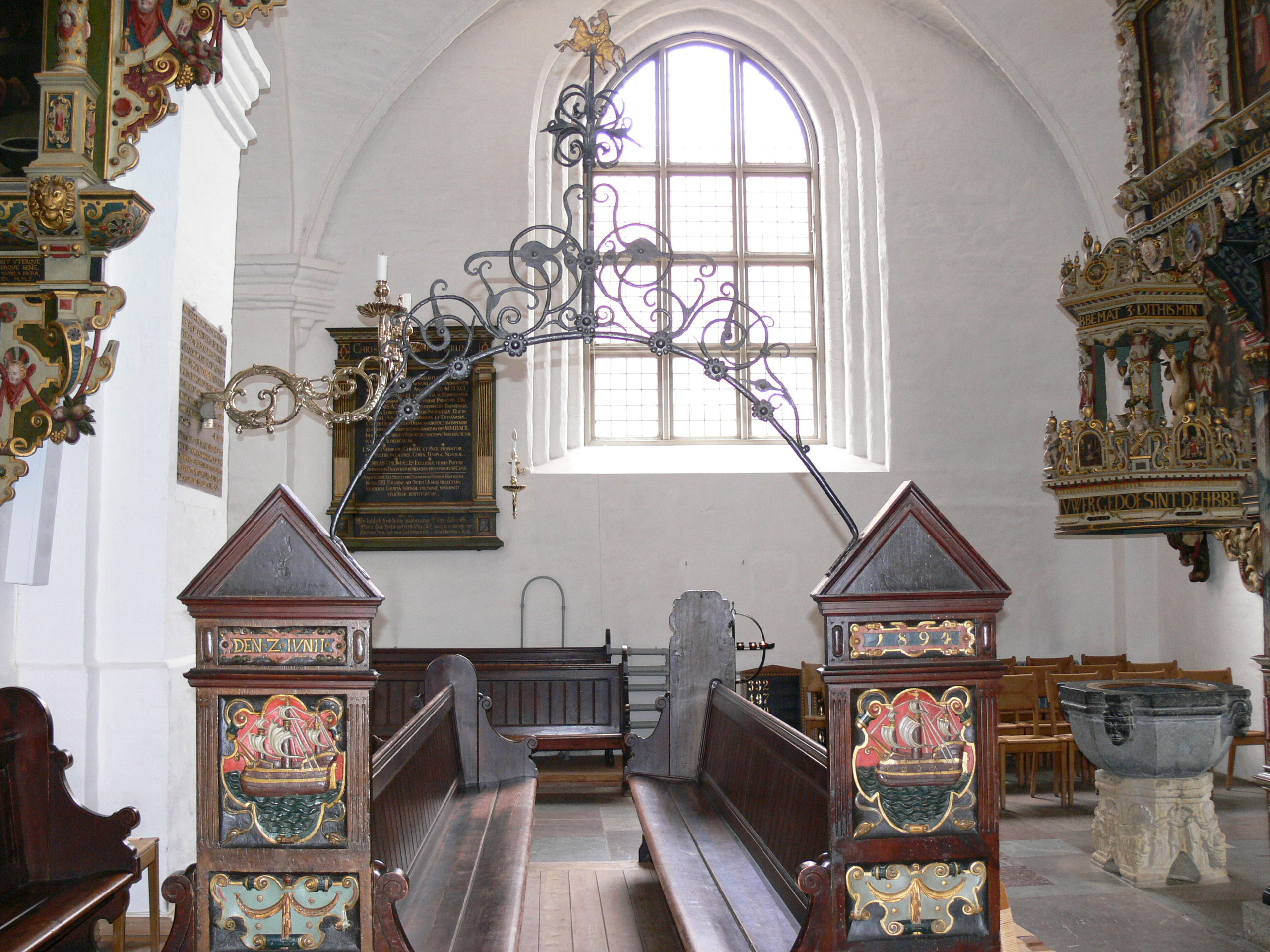
Kerkgestoelte